# Jacqueshuberia quinquangulata
Jacqueshuberia quinquangulata är en ärtväxtart som beskrevs av Adolpho Ducke. Jacqueshuberia quinquangulata ingår i släktet Jacqueshuberia och familjen ärtväxter. Inga underarter finns listade i Catalogue of Life.